# Romanticismo in Toscana

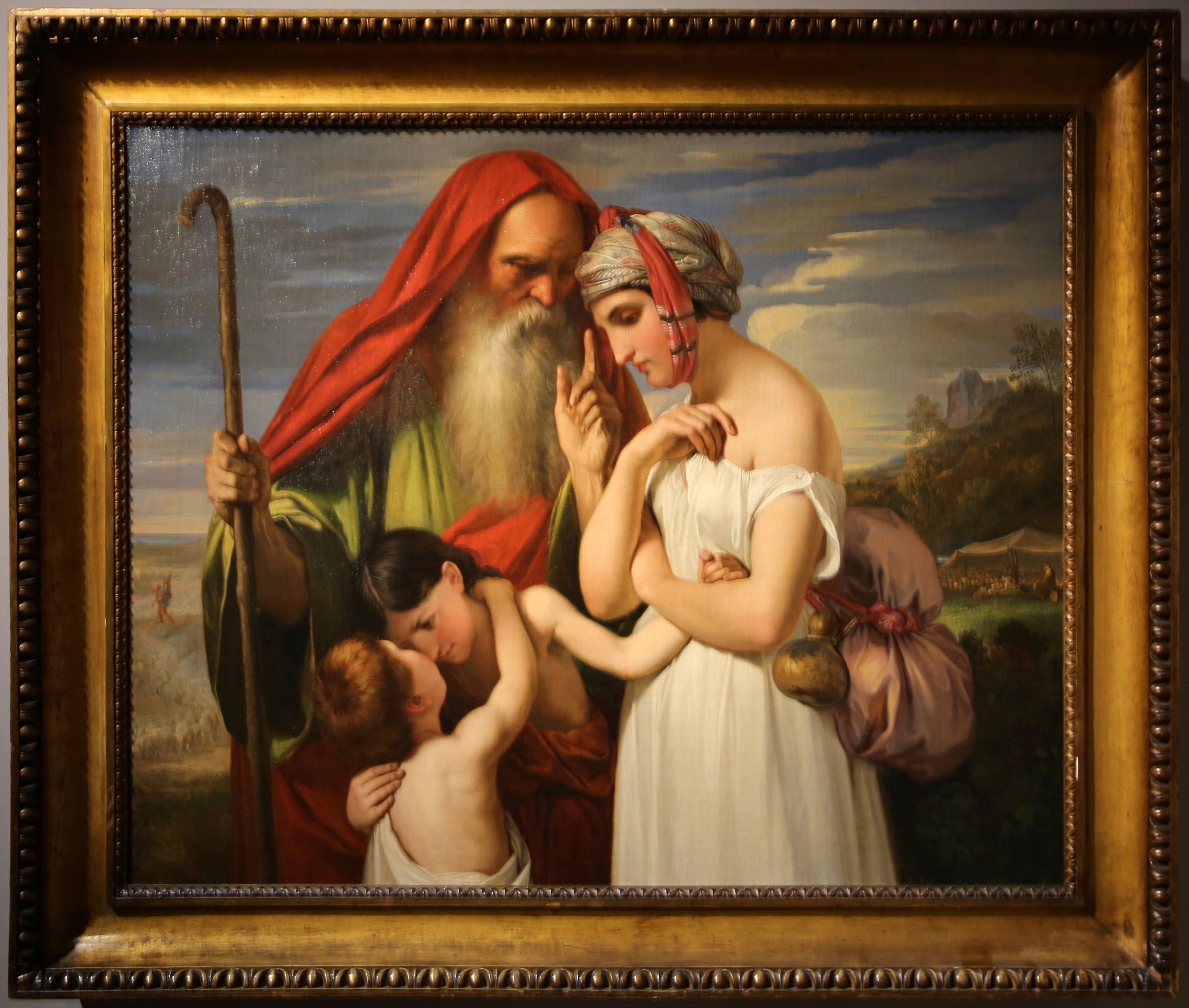
Il ripudio di Agar (1844), di Giuseppe Bezzuoli, pittore romantico fiorentino.

Il sorgere del Romanticismo toscano sembra segnare l'inizio di una nuova vita del pensiero e della letteratura. 
La Toscana che era rimasta chiusa, o quasi, all'impeto prodotto in altre parti d'Italia incoraggiato dalla Rivoluzione francese e dal primo romanticismo tedesco, sembra risvegliarsi ad un tratto dopo la Restaurazione nel 1815.

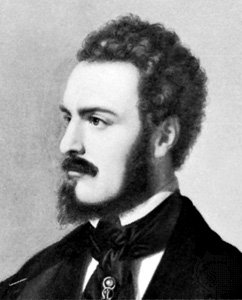
Giuseppe Giusti

I primi protagonisti del movimento sono Gino Capponi e Giovanni Rosini, ma esso tocca lo splendore con Giovanni Battista Niccolini, Francesco Domenico Guerrazzi e Giuseppe Giusti negli anni seguenti.

## L'impulso di Gino Capponi

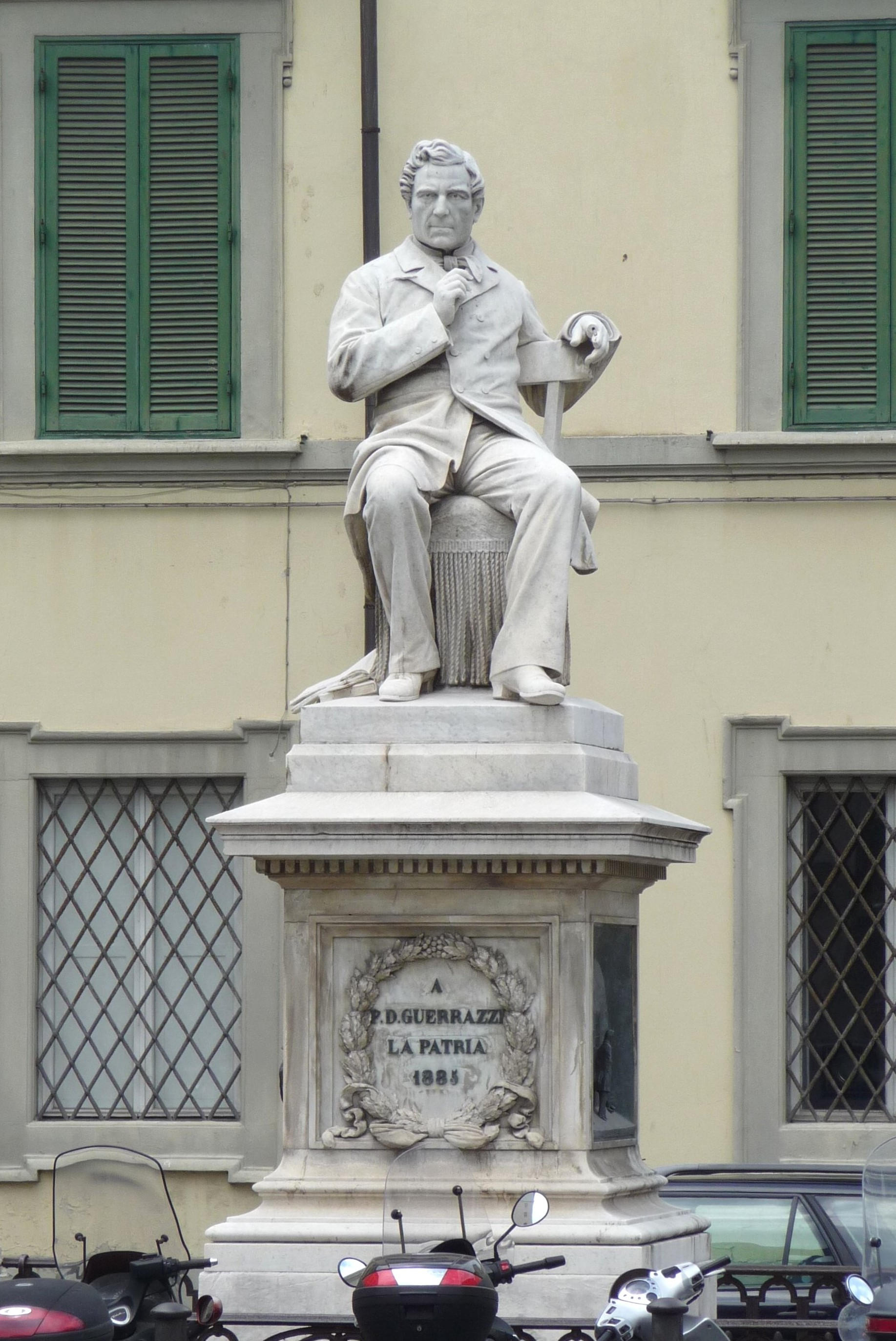
Monumento a F.D. Guerrazzi a Livorno

Gino Capponi ha rinnovato a Firenze le tradizioni dell'antica vita spirituale e letteraria fiorentina; egli fondò insieme a Giovan Pietro Vieusseux un gabinetto di lettura (il Gabinetto Vieusseux), che accolse tra i più grandi poeti e letterati dell'epoca, tra cui Ugo Foscolo e Giacomo Leopardi.
Vieusseux e Capponi promossero anche la rivista Antologia, attiva fra il 1821 e il 1831, alla quale collaborarono vari intellettuali dell'epoca, oltre a Guerrazzi, come Giuseppe Poerio, Gabriele Pepe, Pietro Colletta, Pietro Giordani, Niccolò Tommaseo, Giuseppe Montanelli, Carlo Cattaneo, Giuseppe Montani.

## La scuola livornese
Mentre a Firenze l'attività è serena, a Livorno è forte lo spirito repubblicano.
Giuseppe Mazzini è il capo della scuola livornese. Lavoratore instancabile, tanto discusso in un'Italia ormai unita ma che lui desiderava repubblicana, collaborò con Guerrazzi all'Indicatore Livornese, poi all'Indicatore Genovese, dove pubblicò saggi su I promessi sposi, sulla Battaglia di Benevento e altre tematiche risorgimentali.